# مارثا هيل
مارثا هيل (بالإنجليزية: Martha Hill)‏ هي راقصة أمريكية، ولدت في 1 ديسمبر 1900 في شرق فلسطين في الولايات المتحدة، وتوفيت في 19 نوفمبر 1995 في نيويورك في الولايات المتحدة.